# Международная небесная система отсчёта
Международная небесная система отсчёта (International Celestial Reference System, ICRS) — с 1998 года стандартная небесная система отсчёта. Началом отсчёта является барицентр Солнечной системы. Координаты в этой системе, хотя и не связаны строго, но максимально приближены к экваториальным координатам на эпоху J2000.0. 

## Реализация
ICRS — это набор договорённостей и основополагающих принципов построения системы отсчёта, который включает выбор точки отсчёта, направления осей, моделей, констант и алгоритмов преобразования. Основные точки системы (полюса мира, экватор, точка отсчёта на экваторе) на небе никак не обозначены. Поэтому для практического использования необходимо выбрать на небе некоторое количество опорных точек (источников излучения), по которым возможно определить и зафиксировать координаты. Принятая с 1998 года реализация ICRS — это Международная опорная небесная система отсчёта (International Celestial Reference Frame, ICRF). По своей сути это каталог, содержащий координаты объектов, которые решено считать опорными.
В каталог входят 212 внегалактических радиоисточников (квазаров), координаты которых измерены с точностью до 1 mas (миллисекунды дуги) с помощью РСДБ наблюдений. В каталог также включены дополнительно 396 объектов, координаты которых измерены с меньшей точностью. Квазары — одни из наиболее удалённых объектов наблюдаемой Вселенной, их предполагаемое собственное движение настолько мало, что на практике им можно пренебречь. Внедрение системы обусловлено необходимостью повышения точности астрономических измерений до 0,05″. Полученная система отсчёта независима от вращения Земли.
Хотя общая теория относительности подразумевает, что не существует абсолютно инерциальной системы, внегалактические объекты, используемые для определения ICRF, находятся настолько далеко, что их угловое движение практически равно нулю и ICRF является инерциальной с максимально достижимой на сегодня точностью. ICRF является стандартной системой отсчёта, используемой для определения позиций планет (включая Землю) и других астрономических объектов.

### В оптическом диапазоне
В оптическом (видимом) диапазоне предварительной реализацией системы был каталог FK5, содержащий координаты 3117 звёзд, который в 1997 был заменён каталогом Hipparcos (Hipparcos Celestial Reference Frame, HCRF).